# Judolia sexmaculata
Judolia sexmaculata là một loài bọ cánh cứng trong họ Cerambycidae.

## Hình ảnh

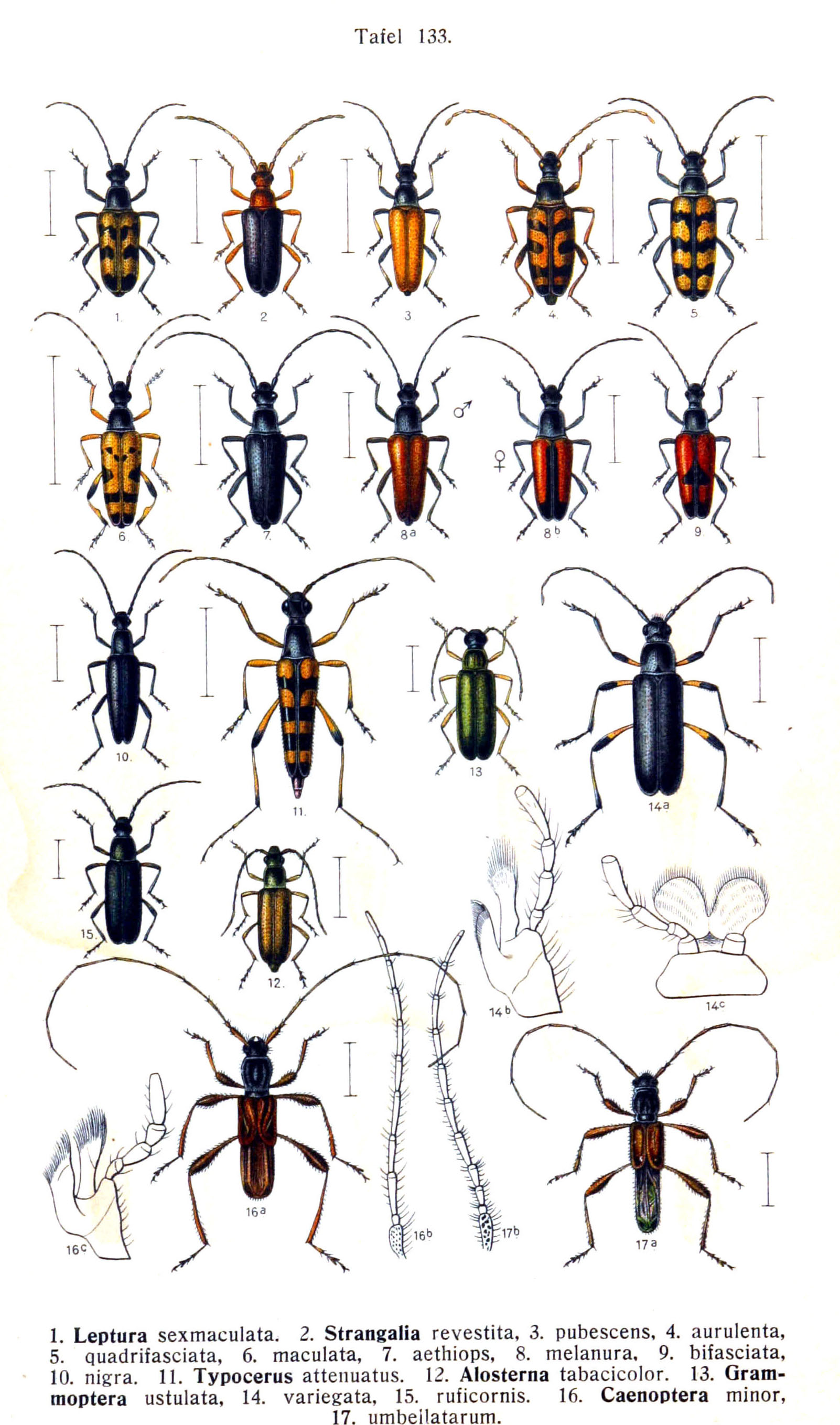